# Тутті

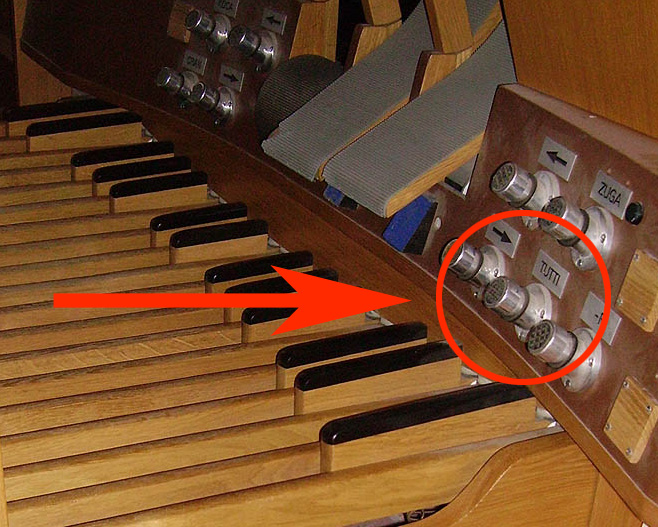
Педаль тутті ножної клавіатури орга́ну

Тутті (від італ. tutti — «все, весь») — багатозначний музичний термін:
- Тутті — протилежність поняттю соло, тобто виконання музики повним складом оркестру чи хору. У партитурі виконуваного твору тут ставлять слово-знак Tutti . Як правило, фрагмент виконання тутті слідує безпосередньо за фрагментом соло, для того, аби дати учаснику, можливість відпочинку та підготовки до продовження виконання, а слухачам точніше відчути на контрасті нюанси твору[1][2].

- Тутті — звучання всіх голосів органу; кнопка чи педаль, яка включає ці голоси[3].

В органній музиці термін тутті також означає повне звучання. Під ним розуміють одночасну роботу відповідних труб усіх регістрів. Для спрощення здійснення такого пасажу клавіатура органів містить спеціальну кнопку, зазвичай ножну. Її перше натискання включає всі регістри та копули, а повторне повертає до попередніх налаштувань.

## Див.також
- Соло
- Кончерто ґросо